# Dolichopus aurifex
Dolichopus aurifex är en tvåvingeart som beskrevs av Van Duzee 1921. Dolichopus aurifex ingår i släktet Dolichopus och familjen styltflugor.
Artens utbredningsområde är New Mexico. Inga underarter finns listade i Catalogue of Life.